# Agrilus wenzeli
Agrilus wenzeli är en skalbaggsart som beskrevs av Knull 1934. Agrilus wenzeli ingår i släktet Agrilus och familjen praktbaggar. Inga underarter finns listade i Catalogue of Life.